# Путрандживовые
Putranjivaceae — семейство цветковых растений порядка мальпигиецветные. Включает около 210 видов вечнозеленых тропических деревьев, классифицируемых в 4 рода.
именование - https://aurovilleherbarium.org/contents/nomenclature.php?id=88

## Ботаническое описание
Представители этого семейства имеют двулопастные кожистые листья, которые в свежем виде имеют островатый вкус, напоминающий редьку. Цветки мелкие, в пучковидных соцветиях. Плод — односемянная костянка.

## Ареал
В природе виды семейства распространены в Африке и Малайзии.

## Таксономия
Раньше семейство Putranjivaceae рассматривалось в качестве трибы Drypeteae подсемейства Phyllanthoideae семейства молочайные. Когда Phyllanthoideae было выделено в самостоятельное семейство филлантовые, было решено также выделить Drypeteae в отдельное семейство.
Список родов семейства:
- Drypetes
- Lingelsheimia
- Putranjiva
- Sibangea